# Адаміти
Адаміти — єретики, які вчили, що Христос відновив людину у невинному стані, у якому були початково створені Адам й Єва. Під цим приводом вони збиралися у храми у оголеному вигляді. 
Первинно єресь існувала у 2-4 сторіччях у Північній Африці.
У переліку 80-ти християнських єресей «Панаріон» (бл. 378 року) адаміти на 52-му місці.
У 13 сторіччі ця секта відродилося як неоадаміти у Голландії й була сильно поширена у Польщі та Чехії.